# 새우난
새우난은 여러해살이풀이다. 대개 남부지방의 산지 숲속 그늘에 자란다. 뿌리줄기는 새우 등 비슷한 마디가 있고, 봄에 흰색이나 연한 자주색 또는 붉은 빛이 도는 갈색 꽃이 핀다.